# Tebaida

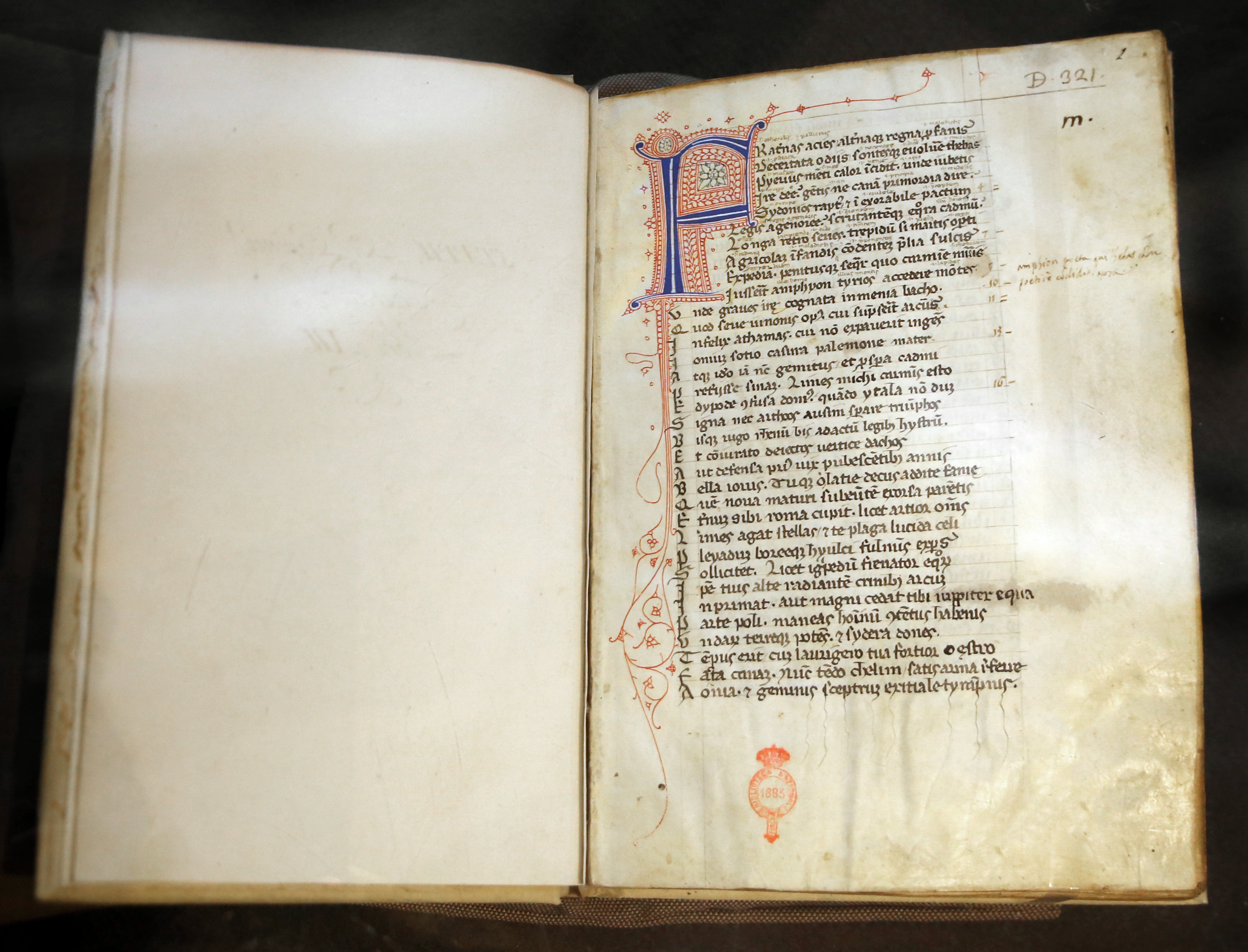
Tebaida

La Tebaida (Thebais) es un poema épico latino en doce libros de hexámetros compuesto por Estacio. El autor trabajó durante doce años en él, y lo publicó finalmente en 90-91. El argumento del libro es la expedición de los Siete contra Tebas para apoyar el intento de Polinices de recuperar el trono de manos de su hermano Eteocles. Estacio respeta la tradición épica al hacer que los dioses interfieran en los asuntos humanos, redacta un catálogo de las fuerzas combatientes, describe los juegos fúnebres, etc. Buena parte de sus episodios y, en no pequeña medida, su lenguaje son una imitación de Virgilio.